# Táta nebo milenec
Táta nebo milenec (v originále Mon père, ce héros) je francouzský hraný film z roku 1991, který režíroval Gérard Lauzier podle vlastního scénáře. Snímek měl premiéru ve Francii dne 23. října 1991.

## Děj
Véronique je dcera rozvedených rodičů a je jí 14 let. Její otec André ji bere na dovolenou na Mauricius. Během svého pobytu se Véronique setkává s mladým mužem Benjaminem, jehož rodiče vlastní na ostrově dům. Aby si získala jeho přízeň, Véronique přesvědčí Benjamina, že André není její otec, ale partner, a vůbec si o svém životě vymýšlí.

## Obsazení
| Gérard Depardieu       | André Arnel           |
| Marie Gillain          | Véronique Arnel       |
| Patrick Mille          | Benjamin              |
| Catherine Jacob        | Christelle            |
| Charlotte de Turckheim | Irina                 |
| Éric Berger            | Julien                |
| Franck-Olivier Bonnet  | barman                |
| Yan Brian              | Benjaminův otec       |
| Benoît Allemane        | muž                   |
| Harriet Batchelor      | Benjaminova snoubenka |
| Gérard Hérold          | Patrick               |